# Taiwanblauwstaart
De Taiwanblauwstaart (Tarsiger johnstoniae; syn.: Luscinia johnstoniae) is een zangvogel uit de familie vliegenvangers (Muscicapidae).

## Verspreiding en leefgebied
Deze soort is endemisch in Taiwan.